# Elektronický obvod

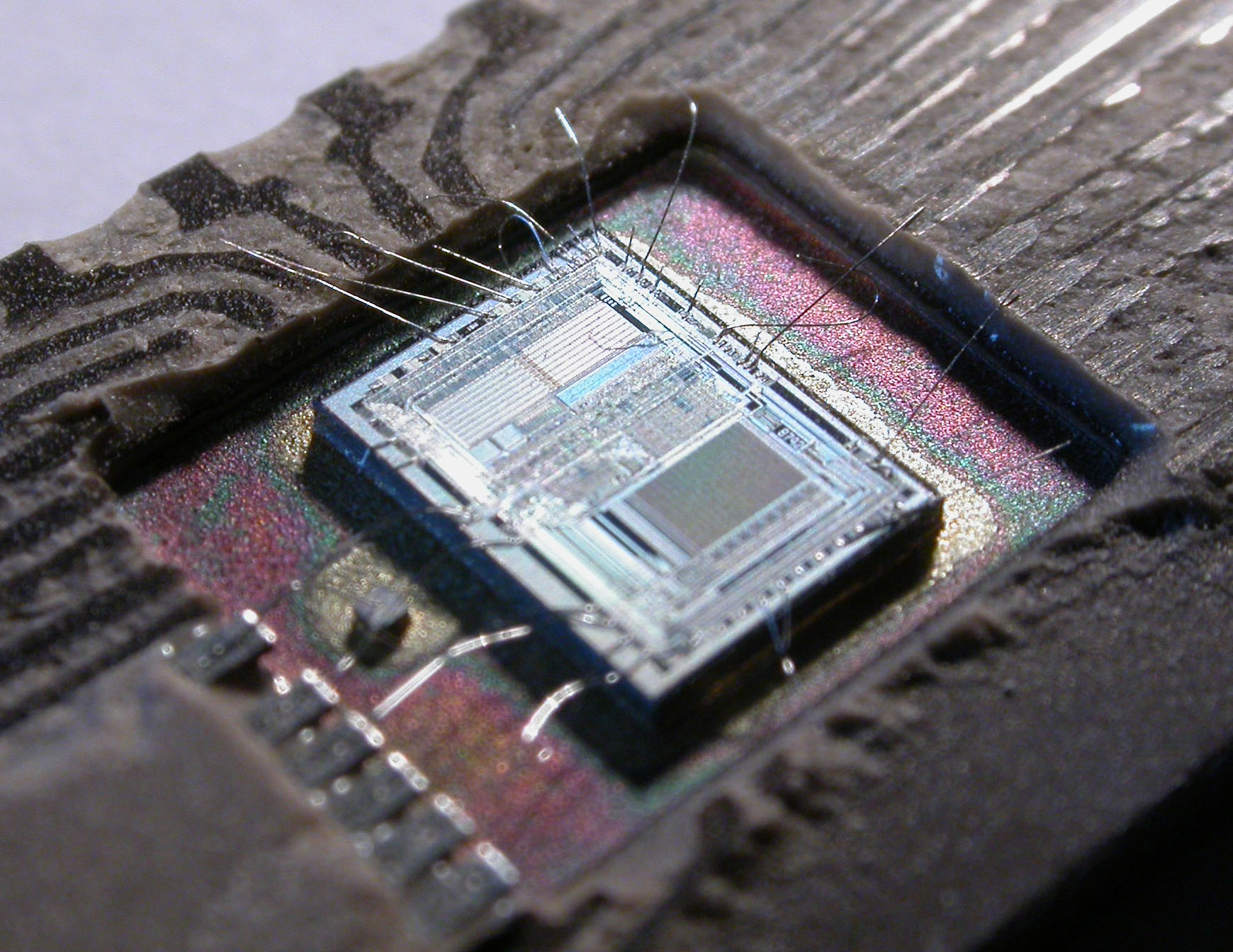
Osmibitový mikrořadič typu Intel 8742, který obsahuje procesor, 128 bytů paměti RAM, 2048 bytů paměti EPROM a vstupy/výstupy realizovaný jako čip na jednom křemíkovém plátku.

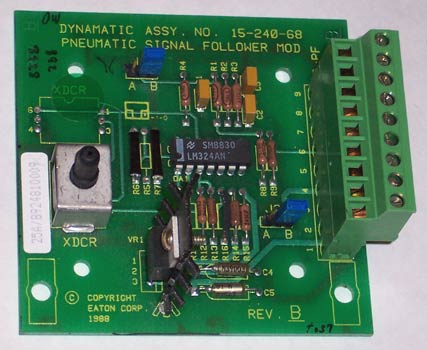
Obvod zapojený na desce plošných spojů.

Elektronický obvod se skládá z jednotlivých elektronických součástek, jako jsou rezistory, tranzistory, kondenzátory, cívky (indukčnosti) a diody propojené vodiči nebo jinými spoji, kterými může téct elektrický proud. Propojení součástek a vodičů umožňuje provádět nejrůznější jednoduché i složité operace: zesilování signálů, provádění výpočtů, přenášení dat, apod. Elektronické obvody mohou být vytvářeny propojováním diskrétních součástek, v současnosti je ale obvyklejší vytvářet propojení fotolitografickými technikami na laminovaných deskách plošných spojů, do kterých jsou připájeny součástky podle zapojení, aby se vytvořil požadovaný obvod. V integrovaném obvodu (IC), se součástky a propojení vytvářejí na jednom substrátu, typicky polovodiči jako je křemík nebo (méně často) galiumarsenid.
Pro testování nových návrhů se používají nepájivá kontaktní pole a univerzální desky s plošnými spoji, které návrhářům umožňují rychle provádět změny obvodu při vývoji.
Elektronické obvody dělíme na analogové, digitální a smíšené obvody (kombinující analogové a digitální obvody).

## Analogové obvody

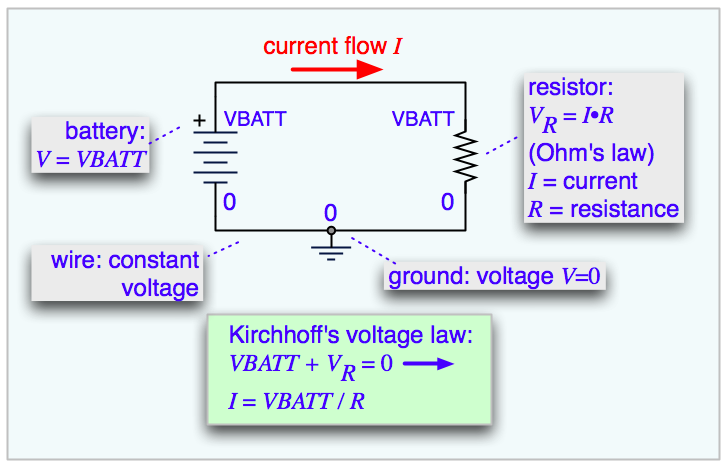
Jednoduché schéma obsahující vodiče, rezistor a baterii.

V analogových elektronických obvodech jsou fyzikální veličiny měnící se spojitě reprezentovány proudem nebo napětím, které se může měnit také spojitě s časem. Analogové obvody se vytvářejí kombinací ze dvou základních způsobů zapojení: sériového a paralelního. Při sériovém zapojení prochází stejný proud řadou součástek. Příkladem sériového obvodu je vánoční světelný řetěz: pokud jedna žárovka praskne, všechny žárovky zhasnou. V paralelní obvodu jsou všechny součástky připojeny na stejné napětí, a proud se rozdělí mezi jednotlivé součástky podle jejich rezistancí.

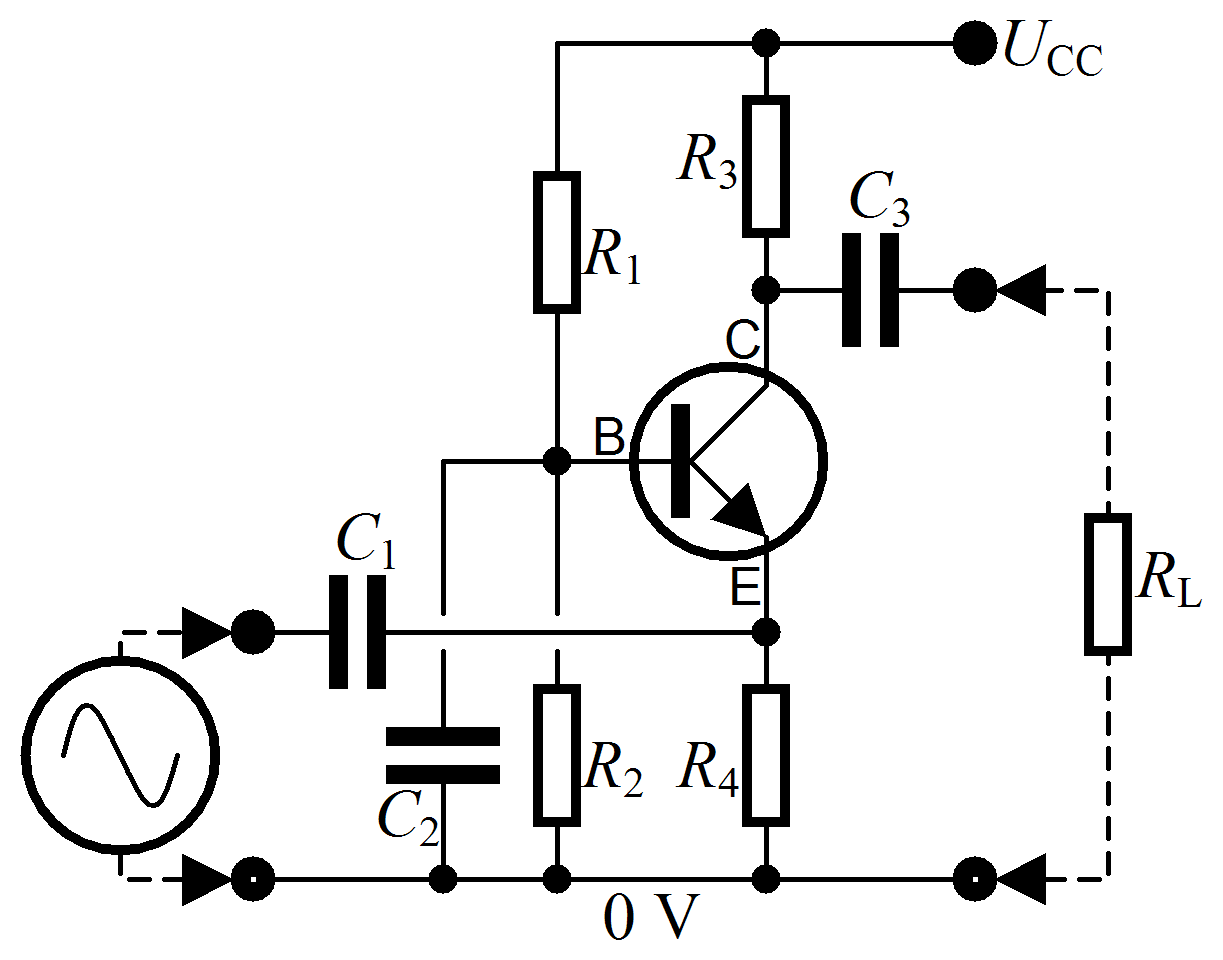
Schéma reprezentující analogový obvod, v tomto případě jednoduchý zesilovač.

Základní komponenty analogových obvodů jsou vodiče, rezistory (dříve odpory), kondenzátory (kapacity), indukčnosti (cívky), diody a tranzistory. (V nedávné době se začaly používat memristory.) Analogové obvody jsou nejčastěji reprezentovány pomocí schémat, na kterých se vodiče znázorňují čarami a každý druh součástky má zvláštní symbol. Analýza analogových obvodů využívá Kirchhoffovy zákony: součet všech proudů v uzlu (tj. místě, kde se vodiče spojují) se rovná 0, a součet přírůstků a úbytků napětí v uzavřené smyčce vodičů je 0. Vodiče se obvykle považují za ideální propojení s nulovým úbytkem napětí; každá rezistance nebo reaktance se modeluje explicitním přidáním parazitních prvků jako jsou diskrétní rezistory nebo indukčnosti. Aktivní součástky jako tranzistory se často považují za řízené zdroje proudu nebo napětí: například polem řízený tranzistor může být modelován jako zdroj proudu mezi elektrodami S (source) a D (drain), který je řízen napětím na elektrodě G (hradlo).
Když je velikost obvodu srovnatelná s vlnovou délkou zpracovávaného signálu, musí se použít sofistikovanější přístup. Vodiče se považují za vysílací linky, s (doufejme) konstantní charakteristickou impedancí, a impedance na začátku a konci je určena vysílanými a odraženými vlnami na vodiči. Tyto vlastnosti je třeba začít brát v úvahu pro kmitočty nad 1 GHz; při použití integrovaných obvodů, které jsou menší a mohou být považovány za soustředěné prvky, až pro frekvence přibližně okolo 10 GHz.
Alternativní model považuje za základní elektronické prvky nezávislé zdroje energie a indukčnosti; to umožňuje modelování frekvenčně závislých negativních rezistancí, gyrátorů, negativních impedančních konvertorů a řízených zdrojů jako sekundárních elektronických součástek.

## Digitální obvody
V digitálních elektronických obvodech elektrické signály nabývají diskrétních hodnot, které reprezentují logické a číselné hodnoty. Tyto hodnoty reprezentují informace, která se zpracovávají. V naprosté většině případů se používá binární kódování: jedno napětí (typicky kladnější hodnota) reprezentuje binární '1' a jiné napětí (obvykle hodnota blíže napětí 0 V) reprezentuje binární '0'. Digitální obvody obsahují množství tranzistorů, které jsou zapojeny jako logická hradla poskytující funkce Booleovy algebry: AND, NAND, OR, NOR, XOR a jejich všechny možné kombinace. Tranzistory propojené tak, že obsahují pozitivní zpětnou vazbu jsou používány jako latches a klopné obvody, obvody, které mají dva nebo více metastabilních stavů, a v jednom z těchto stavů zůstávají, dokud nejsou změněny pomocí externího vstupu. Digitální obvody proto mohou poskytovat jak logiku tak paměť, což umožňuje, aby prováděly libovolné výpočetní funkce. Paměti tvořené klopnými obvody jsou známy jako statické paměti RAM (SRAM); paměti založené na uchovávání náboje v kondenzátoru jsou dynamické paměti RAM (DRAM), které jsou ještě rozšířenější než SRAM.
Proces návrhu digitálních obvodů je od základu odlišný od návrhu analogových obvodů. Každé logické hradlo regeneruje binární signál, takže návrhář nemusí brát v úvahu zkreslení, řízení zisku, úbytky napětí, a ostatní ohledy, která jsou nezbytné při návrhu analogových obvodů. Díky tomu lze navrhovat velice složité digitální obvody s miliardami logických prvků integrovaných na jednom křemíkovém čipu, které mohou být vyráběny velmi levně. Takové digitální integrované obvody jsou všudypřítomné v moderních elektronických zařízeních jako jsou kalkulačky, mobilní telefony a počítače. Se vzrůstající složitostí digitálních obvodů je třeba se zabývat otázkami zpoždění, hazardních stavů, ztrát energie, neideálního spínání, on-chip a inter-chip loading a samovybíjení, které omezují hustotu, rychlost a výkon obvodů.
Z digitálních obvodů lze vytvářet víceúčelové výpočetní obvody, jako jsou mikroprocesory, a zákaznické logické obvody, známé jako aplikačně specifické integrované obvody (ASICs). Programovatelná hradlová pole (FPGAs) jsou digitální obvody, jejichž konfiguraci lze měnit uživatelsky měnit, jsou také široce používány pro konstrukci prototypů a při vývoji. 

## Smíšené obvody
Smíšené obvody obsahují prvky jak analogové tak digitální. Příkladem jsou komparátory, časovače, fázové závěsy, A/D převodníky a D/A převodníky. Většina moderních rádiových a komunikačních obvodů používá smíšené obvody. Například v přijímači se používají analogové obvody pro zesílení a frekvenční konverzi signálu, pak je signál zkonvertován na digitální, a dále zpracováván digitálně.